# Курячий, Константин Николаевич
Константин Николаевич Курячий (укр. Костянтин Миколайович Курячий; 12 [25] декабря 1909, Кривой Рог, Херсонская губерния — 15 февраля 1943, Николаевка, Харьковская область) — капитан Рабоче-крестьянской Красной армии, участник Великой Отечественной войны, Герой Советского Союза (1944).

## Биография
Родился 12 (25) декабря 1909 года в местечке Кривой Рог. После смерти отца воспитывался в детдоме. Окончил семилетнюю школу.
В 1926 году поступил на химический факультет Харьковского государственного университета. С 1926 года — член ВЛКСМ. По окончании в 1933 году университета руководил химической лабораторией на Харьковском станкостроительном заводе. В 1935—1936 годах проходил службу в Рабоче-крестьянской Красной армии. После армии трудился старшим лаборантом кафедры качественного анализа химического факультета Харьковского университета. В 1939 году Курячий повторно был призван в армию.
С июня 1941 года на фронтах Великой Отечественной войны. К январю 1943 года гвардии капитан Константин Курячий командовал батареей 33-го гвардейского кавалерийского полка 8-й гвардейской кавалерийской дивизии 6-го гвардейского кавалерийского корпуса 3-й танковой армии Воронежского фронта. Отличился во время боёв за Белгородскую и Харьковскую области.
В январе 1943 года батарея Курячего принимала активное участие в боях за Валуйки и Волоконовку, уничтожив 10 танков, 7 бронемашин, 19 автомашин, большое количество солдат и офицеров противника. 14 февраля 1943 года в районе сёл Медведевка и Парасковия Нововодолажского района Харьковской области Украинской ССР батарея Курячего уничтожила ещё 7 танков, 1 бронетранспортёр, около 120 солдат и офицеров противника.
15 февраля 1943 года у села Мелиховка (ныне Николаевка) того же района Курячий погиб. Первоначально был похоронен в Николаевке, 16 апреля 1944 года перезахоронен на харьковском городском кладбище № 2.
Указом Президиума Верховного Совета СССР «О присвоении звания Героя Советского Союза генералам, офицерскому, сержантскому и рядовому составу Красной Армии» от 10 января 1944 года за «образцовое выполнение боевых заданий командования на фронте борьбы с немецко-фашистскими захватчиками и проявленные при этом отвагу и геройство» был удостоен посмертно высокого звания Героя Советского Союза.

## Награды
Был также награждён орденами Ленина, Красного Знамени и Красной Звезды. Навечно зачислен в списки личного состава воинской части.

## Память
- Имя на Стеле Героев в Кривом Роге;
- Установлен обелиск в Николаевке;
- В его честь названа лаборатория в Харьковском государственном университете;
- Его именем названа школа в Харькове;
- Улица Курячего в Валуйках[2];
- улица Курячего в Кривом Роге[4].
- Его могила на городском кладбище № 1 в Харькове является памятником культурного наследия Украины.